# Rovnice kývání (synchronního turbosoustrojí)

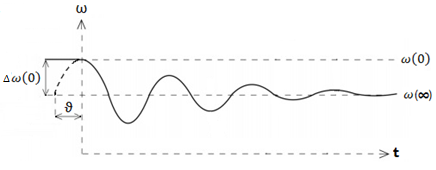
Kývání rotoru turbosoustrojí

Elektroenergetická soustava obsahuje několik generátorů pracujících do soustavy za všech provozních podmínek. Za normálních provozních podmínek generátory pracují vzájemně synchronně, tj. relativní poloha osy rotoru generátoru a osy elektromagnetického pole statoru je pevná. Úhel mezi těmito polohami se nazývá zátěžný úhel. Během jakékoli změny elektromagnetického momentu pole statoru rotor zpomaluje nebo zrychluje vzhledem k synchronně rotující magnetomotorické síle ve vzduchové mezeře mezi rotorem a statorem, čímž vytváří relativní pohyb zátěžného úhlu. Rovnice popisující tento pohyb se nazývá rovnice kývání (kmitání), což je obyčejná lineární diferenciální rovnice s konstantními koeficienty druhého řádu. Předávání mechanického a elektrického výkonu mezi rotorem a sítí v důsledku kývání rotoru (zrychlení a zpomalení) je způsobeno setrvačnou odezvou rotoru turbosoustrojí.

## Rovnice a řešení
Pro úhlovou rychlost, kolísající okolo své ustálené hodnoty a jí příslušný zátěžný úhel:
{\displaystyle \theta (t)=\omega (\infty )\ t+\delta (t)\ \ \ \ \ \ \ \ \ \ {\frac {d}{dt}}\theta (t)=\omega (\infty )+{\frac {d}{dt}}\delta (t)\ \ \ \ \ \ \ \ \ \ \ \ \ {\frac {d^{2}}{{dt}^{2}}}\theta (t)={\frac {d^{2}}{{dt}^{2}}}\delta (t)}
{\displaystyle \Delta \omega (t)\equiv {\frac {d}{dt}}\delta (t)\ \ \ \ \ \ \ \ \Rightarrow \ \ \ \ \ \ \ \ \omega (t)=\omega (\infty )+\Delta \omega (t)\ \ \ \ \ \ \ \ \ \ \ \ \ \ \ \ {\frac {d}{dt}}\omega (t)={\frac {d^{2}}{{dt}^{2}}}\delta (t)}
zapišme pohybovou rovnici (D' Alembert) otáčející se hřídele synchronního turbosoustrojí:
{\displaystyle A{\frac {d}{dt}}\omega (t)+B\omega (t)=M_{h}-M_{e}\ \ \ \ \ \ \ \ \ \ M_{h}=M_{m}+B\omega (\infty )\ \ \ \ \ \ \ \ \ \ M_{e}=C\sin {\delta (t)}}
a dosaďme (viz výše):
{\displaystyle A{\frac {d^{2}}{{dt}^{2}}}\delta (t)+B(\omega (\infty )+{\frac {d}{dt}}\delta (t))=M_{m}+B\omega (\infty )-C\sin {\delta (t)}}
a uvažujme malý úhel:
{\displaystyle A{\frac {d^{2}}{{dt}^{2}}}\delta (t)+B{\frac {d}{dt}}\delta (t)+C\delta (t)=M_{m}}
a dále předpokládejme:
{\displaystyle 2\alpha \equiv {\frac {B}{A}}\ \ \ \ \ \ \ \ \ \ \beta ^{2}\equiv {\frac {C}{A}}\ \ \ \ \ \ \ \ \ \ \gamma \equiv {\frac {M_{m}}{A}}\ \ \ \ \ \ \ \ \ \ A,B,C>0\ \ \ \ \ \ \ \ \ \ \alpha ^{2}>\beta ^{2}}
pak rovnici dostaneme ve tvaru:
{\displaystyle {\frac {d^{2}}{{dt}^{2}}}\delta (t)+2\alpha {\frac {d}{dt}}\delta (t)+\beta ^{2}\delta (t)=\gamma }
kde:
{\displaystyle M_{h}} - hnací moment
{\displaystyle M_{m}} - mechanický moment
{\displaystyle M_{e}} - elektromagnetický moment
{\displaystyle A} - moment setrvačnosti
{\displaystyle B} - tlumící konstanta
{\displaystyle C} - synchronizační konstanta
a její charakteristickou rovnici resp. řešení homogenní rovnice resp. řešení rovnice s pravou stranou:
{\displaystyle \lambda ^{2}+2\alpha \lambda +\beta ^{2}=0\ \ \ \ \ \ \ \ \ \ \lambda _{1}=-\alpha +{\sqrt {\alpha ^{2}-\beta ^{2}}}\ \ \ \ \ \ \ \ \ \ \lambda _{2}=-\alpha -{\sqrt {\alpha ^{2}-\beta ^{2}}}}
resp.
{\displaystyle \delta (t)=c_{1}(t)e^{\lambda _{1}t}+c_{2}(t)e^{\lambda _{2}t}}
resp.
{\displaystyle \delta (t)=k_{1}e^{\lambda _{1}t}+k_{2}e^{\lambda _{2}t}+{\frac {\gamma }{\beta ^{2}}}}
kde:
{\displaystyle k_{1}={\frac {\lambda _{2}\left(\delta (0)-k_{3}\right)-\Delta \omega (0)}{\left(\lambda _{2}-\lambda _{1}\right)}}\ \ \ \ \ \ \ \ \ \ k_{2}={\frac {\Delta \omega (0)-\lambda _{1}\left(\delta (0)-k_{3}\right)}{\left(\lambda _{2}-\lambda _{1}\right)}}\ \ \ \ \ \ \ \ \ \ k_{3}={\frac {\gamma }{\beta ^{2}}}}
Předpokládejme naopak:
{\displaystyle \beta ^{2}>\alpha ^{2}\ \ \ \Rightarrow \ \ \ {\sqrt {\alpha ^{2}-\beta ^{2}}}={\sqrt {-\left(\beta ^{2}-\alpha ^{2}\right)}}\equiv j{\sqrt {\omega _{0}^{2}}}=j\omega _{0}}
pak nám řešení rovnice s pravou stranou přejde do tvaru:
{\displaystyle \delta (t)=\left(k_{1}e^{j\omega _{0}t}+k_{2}e^{-j\omega _{0}t}\right)\ e^{-\alpha t}+{\frac {\gamma }{\beta ^{2}}}}
tj.:
{\displaystyle \omega (t)=\omega (\infty )+\Delta \omega (0)\ e^{-\alpha t}\ {\frac {\beta }{\omega _{0}}}\sin \left(\omega _{0}t+\vartheta \right)}
Uvedené řešení pohybové rovnice je platné za podmínky {\displaystyle 4AC>B^{2}} při nárůstu ({\displaystyle \Delta \omega (0)>0}) malého zátěžného úhlu {\displaystyle \delta } a v kterém {\displaystyle \omega _{0}} představuje úhlovou frekvenci kývání rotoru.